# 鐘擺灣
鐘擺灣是個面積細小的海灣，位於南設得蘭群島的欺骗岛，在1829年由英國探險隊命名，該海灣與島上數處被劃入生態保育區。62°56′S 60°36′W / 62.933°S 60.600°W

## 另見
- 殘餘湖

 维基词典中的词条「pendulum」
 维基词典中的词条「cove」